# Петербургские магистрали
Петербу́ргские магистра́ли — газета городского общественного электрического транспорта, выходит с мая 1945 года. Учредитель — Санкт-Петербургское государственное унитарное предприятие «Горэлектротранс». Распространяется бесплатно среди работников ГУП «Горэлектротранс». Раньше была еженедельной, в настоящее время в месяц выходит один-два номера. Статьи посвящены истории, нынешнему состоянию и перспективам развития петербургского городского электротранспорта, сотрудникам и ветеранам предприятия, другим значимых событиям СПб ГУП «Горэлектротранс». 